# 拜县
拜县（英文：Amphoe Pai，泰文：ปาย），位于泰国北方夜丰颂府的东北部，周边与泰国清迈府及缅甸掸邦交界。拜县以优美的景色闻名，被喻为泰国的“瑞士”。

## 相关影片
- 泰国电影《爱在拜城》就在拜县拍摄，这是一部风景爱情片。